# Antonio Elorza
Pour les articles homonymes, voir Elorza.
Antonio Elorza Domínguez, né le 20 novembre 1943 à Madrid, est un écrivain et historien espagnol professeur de sciences politiques à l'Université Complutense de Madrid.
Après avoir effectué un travail de recherche sur l'histoire de la pensée politique et des mouvements sociaux en Espagne, Antonio Elorza s'est centré ces dernières années sur l'étude des nationalismes et des intégrismes notamment islamique. Sur la question de l'islamisme, il s'est retrouvé au centre d'une polémique après s'être opposé à la professeure Gema Martín Muñoz et d'autres arabisants espagnols. Elorza a par ailleurs accusé Tariq Ramadan de « dissimuler une position de néofondamentalisme rigide sous une modernisation de façade ».

## Publications

### Ouvrages
- Socialismo utopico espanol, 1970.
- La ideología liberal en la ilustración española, 1970.
- La razón y la sombra. Una lectura política de Ortega y Gasset, 1984.
- La Guerra De Cuba (1895-1898): Historia Politica De Una Derrota Colonial, coécrit avec Elena Hernandez Sandoica, 1998.
- Queridos Camaradas: La Internacional comunista y España, 1919-1939, coécrit avec Marta Bizcarrondo, 1999.
- La Historia De Eta, 2000.
- Umma: el integrismo en el Islam, 2002.
- El Nuevo Terrorismo Islamista, coécrit avec Fernando Reinales, 2004.
- Tras La Huella De Sabino Arana Los Origenes Del Nacionalismo Vasco, 2005.